# Pseudosclerodomus buskiana
Pseudosclerodomus buskiana is een mosdiertjessoort uit de familie van de Romancheinidae. De wetenschappelijke naam van de soort is voor het eerst geldig gepubliceerd in 1988 door Gordon.